# Kloster Beaupré (Picardie)
Das Kloster Beaupré (Bellum pratum; nicht zu verwechseln mit dem Kloster Beaupré in Lothringen und den Nonnenabteien Beaupré in Flandern und Beaupré-sur-la-Lys) ist eine ehemalige Zisterzienserabtei in der Gemeinde Achy im Département Oise in der Region Hauts-de-France in Frankreich. Es lag rund zwei Kilometer südöstlich von Marseille-en-Beauvaisis, am Bach Petit Thérain.

## Geschichte
Das Kloster wurde 1135 auf Gelände gestiftet, das die Herren von Milly zur Verfügung gestellt hatten, und von einem Konvent aus Kloster Ourscamp besiedelt. Damit gehörte es der Filiation der Primarabtei Clairvaux an. Das Kloster besaß die Grangien Caurroy, Brombos und Briot-la-Grange sowie die Höfe Woimaison in Haute-Épine und Ovillers (Gemeinde Prévillers) sowie den Wald von Malmifait. Es wurde 1346 von Eduard III. von England zerstört. Im Jahr 1790 fand es sein Ende. Im 19. Jahrhundert wurden die Gebäude für eine Baumwollspinnerei benutzt und danach auf Abbruch verkauft.

## Bauten und Anlage
Die Kirche ist vollständig verschwunden. Erhalten haben sich der Speisesaal des Gästetrakts sowie das Eingangstor und Teile der Umfassungsmauer sowie Reste der Klostermühle.